# Wasilij Chmielewski
Wasilij Władimirowicz Chmielewski (ros. Василий Владимирович Хмелевский; ur. 14 stycznia 1948 w Milkowszczyźnie, zm. w 2002) – białoruski lekkoatleta specjalizujący się w rzucie młotem, który reprezentował Związek Radziecki.
W 1972 roku uczestniczył w Igrzyskach olimpijskich, podczas których wywalczył brązowy medal z wynikiem 74,04. Wicemistrz uniwersjady, która w 1970 roku odbyła się w Turynie. Rekord życiowy: 74,98 (1975).